# Discosoma fowleri
Discosoma fowleri is een Corallimorphariasoort uit de familie van de Discosomatidae. De wetenschappelijke naam van de soort is voor het eerst geldig gepubliceerd in 1888 door Fowler.